# لوکاس پریندولا
لوکاس پریندولا (انگلیسی: Lucas Espíndola؛ زادهٔ ۲۹ ژوئن ۱۹۹۴) بازیکن فوتبال اهل آرژانتین است.